# Kraamkliniek

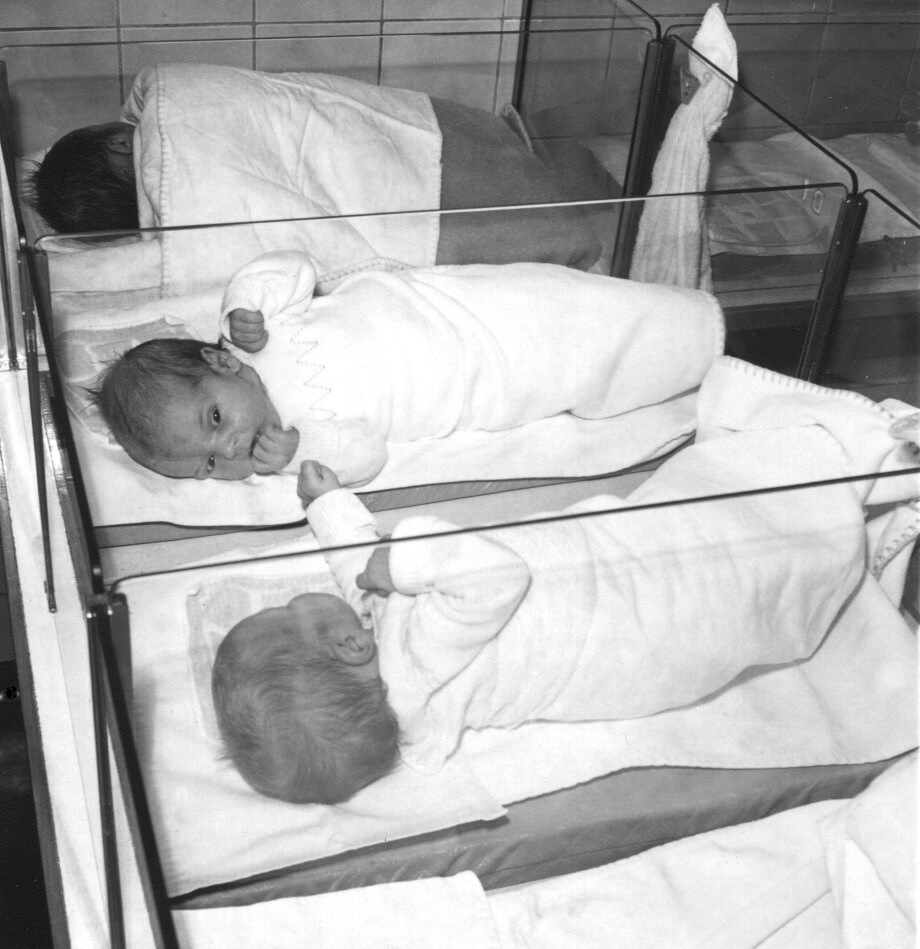
Slaapzaal met bedjes voor de baby's in Huize Ooievaar

Een kraamkliniek is een ziekenhuis voor bevallingen.
Het bevallen in een kraamkliniek was een alternatief naast thuis bevallen of bevallen in een algemeen ziekenhuis. De kraamvrouw bleef een aantal dagen in de kraamkliniek. Pas eind jaren 1970 werd het mogelijk poliklinisch te bevallen. Omdat kraamklinieken minder bevallingen deden, gingen er steeds meer kraamklinieken dicht, of werden opgenomen in ziekenhuizen.
Enkele Nederlandse kraamklinieken waren:
- Bethlehemkliniek in Den Haag (1923-1962)
- Huize Ooievaar, J.W. Frisostraat in Utrecht (1934-1979)
- Mütterheim en Kraaminrichting "De Kanjel" in Maastricht (1940-1944; 1947-1951)
- Huize Tavenier in Groningen (1948-1981)
- De Volharding, Nieuwe Duinweg in Scheveningen

In de voormalige kraamkliniek van Rotterdam werd in 1975 een kantongerecht gevestigd. Het gebouw heette De Magistraat en werd later verbouwd tot woonzorgvoorziening.

## Trivia
Er bestaat sinds 1999 een tijdschrift met de naam Kraamkliniek.